# بروميلين

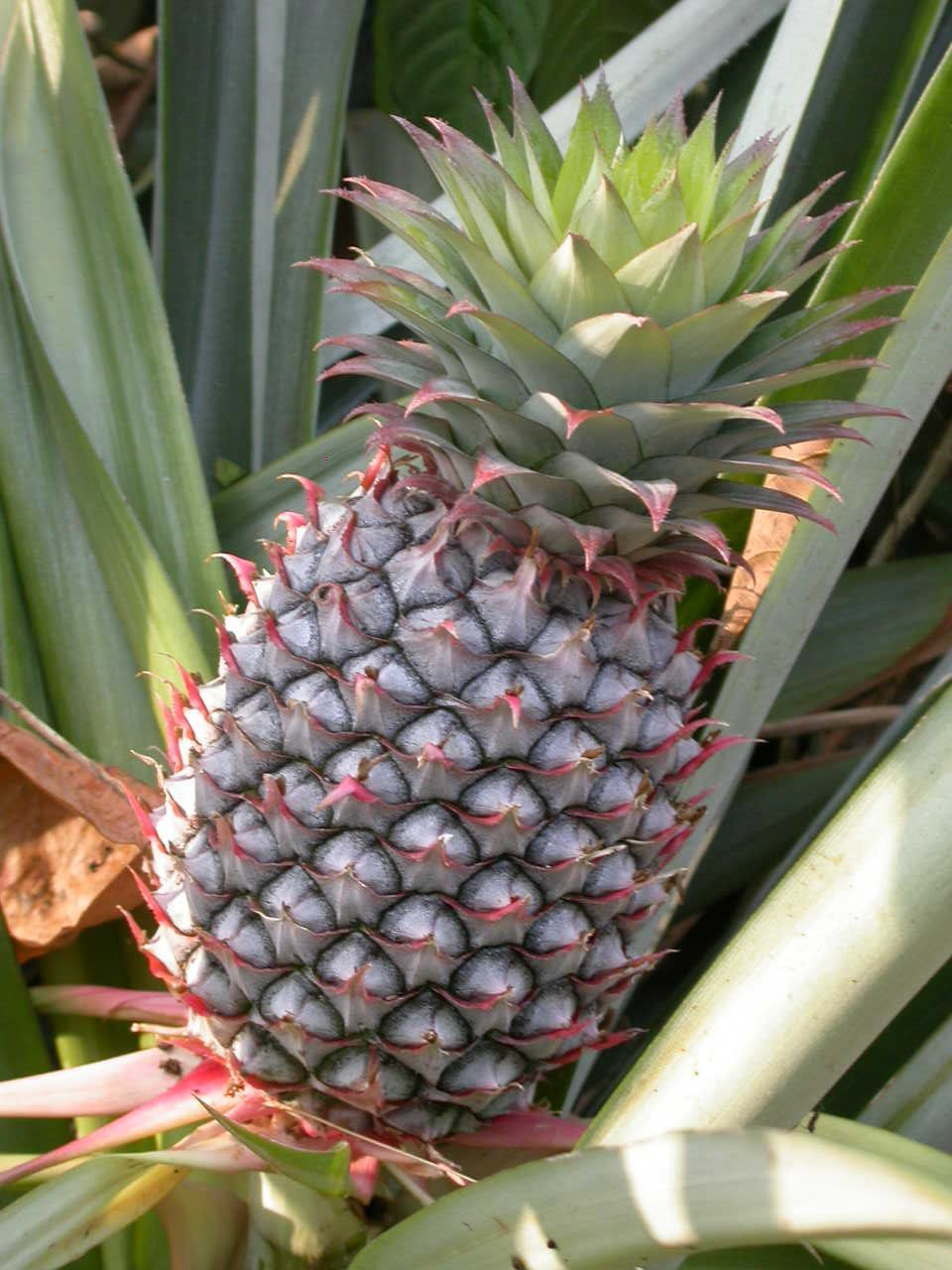

بروميلين (بالإنجليزية: Bromelain)‏ هو عبارة عن مزيج من الأنزيمات البروتينية (هضم البروتين) مستمد من خلاصة وعصير الاناناس، وقد أستخدم تجاريا كمطري للحوم، ولكن له أيضا
مجموعة من الاستخدامات الطبية عندما يؤخذ في شكل مكمل غذائي.